# Richard Liberty
Richard Liberty (né le 3 mars 1932 à New York et mort le 2 octobre 2000  à Dania Beach, en Floride) est un acteur américain.

## Biographie
Ses principaux films sont  Le Jour des morts-vivants (le rôle de Docteur Logan), La Nuit des fous vivants de  George A. Romero, Nimitz, retour vers l'enfer de Don Taylor, et Le Vol du Navigateur de Randal Kleiser.

## Filmographie
- 1973 : La Nuit des fous vivants, de George A. Romero : Artie
- 1980 : Nimitz, retour vers l'enfer, de Don Taylor : LCdr. Moss
- 1982 : Love Child, de Larry Peerce : L'officier de police
- 1983 : Escroc, Macho et Gigolo : Le policier
- 1983 : Porky's II : Commissioner Couch
- 1985 : Un été pourri : Mr. Hook
- 1985 : Le Jour des morts-vivants, de George A. Romero : Logan
- 1985 : Les Super-flics de Miami: Joe Garret
- 1986 : Le Vol du Navigateur, de Randal Kleiser : Mr. Howard
- 1995 : Juste Cause : Chaplin
- 1997 : Cyberflic : Capitaine Holmes